# ان‌جی‌سی ۴۱۰۲
ان‌جی‌سی ۴۱۰۲ (انگلیسی: NGC 4102) نام یک کهکشان در صورت فلکی خرس بزرگ است.